# فرانكفورت (مقاطعة بيبين)
فرانكفورت، مقاطعة بيبين (بالإنجليزية: Frankfort, Pepin County, Wisconsin)‏ هي بلدة تقع بولاية ويسكونسن في الولايات المتحدة. تبلغ مساحتها 80.2 (كم²)، وترتفع عن سطح البحر 233 م، بلغ عدد سكانها 362 نسمة في عام 2000 حسب إحصاء مكتب تعداد الولايات المتحدة وتصل الكثافة السكانية فيها 4.6 نسمة/كم2.

## وصلات خارجية
- http://townoffrankfort.tripod.com
- The US50 - Cities and Towns in Wisconsin State
- Wisconsin Cities and Towns, Facts, Map, Flag, Colleges, Government, and More